# パップテスト
パップテスト（ぱっぷてすと、Pap test、Pap smear test）とは、子宮頸癌を発見するために使われる細胞診検査。子宮頸部細胞診（しきゅうけいぶさいぼうしん）。子宮頸癌は子宮頸部に発生するため、子宮頸部の細胞を擦り採って、細胞診検体(パップスメア)を作製し、顕微鏡検査を行う。観察される細胞を正常から癌までに段階を付け、ClassⅠからClassⅤに分類される。子宮がん検診では、要再検や要精密検査を振り分ける役割を果たしている。
がん細胞や前がん状態(癌になる前の異形成)の細胞を見つけるために、子宮がん検診で利用されている。
アメリカで検査の対象となるのは21-65歳で、毎年の検査は必要なく30歳までは3年ごと、それ以上では5年ごと。はじめての性行為から3年以上が経過していること。

## 解説
日本では、独自の改良が加えられ日母分類による子宮頸部細胞診検査として確立されている。日母分類を用いた子宮頸部細胞診はコルポスコピーとともに子宮がん検診の中心的な技術となっている。
1973年の日母分類では異形成分類に対応したクラス分類(ⅠからⅤ)が定義されている。観察した細胞変化を数値に置き換えたもので細胞変化の目安にはなるので、検診での要再検や要精密検査などの振り分けに用いられている。

## 対象
米国予防医療専門委員会 (USPSTF) は、はじめての性行為から少なくとも3年経ってからの検査を推奨している。アメリカ家庭医学会は、無駄な医療を抑制するための、賢い選択（Choosing Wisery）キャンペーンにてパップテストについて言及しており、性的に活発でも、21歳までは検査の必要なく、検査が必要となるのは21-65歳で、30歳までは3年ごと、それ以上では5年ごととしている。子宮頸がんの発症には10-20年かかるので毎年の検査は不要で、また細胞異常があっても正常に戻ることも多い。イギリスでは25歳から64歳を対象としている。
イギリスの報告では子宮頸がんの死亡者の半分以上を高齢者が占めるため、高齢化に伴って検査の年齢の引き上げたほうがいいという声もある。

## 副作用
検査の副作用には、不快感や出血がある。もちろん費用がかかり、不要な検査は無駄な医療となる。

### 日本での課題
子宮頸がんは検診で早期発見が可能であり、検診率を高めることが重要であるとされているが、日本では20%に満たない。

### ベセスダシステム
- PAP testでは結果が数値で表現されるので定量的な検体検査として考えられる傾向にある。米国では1980年末までは、多くの臨床検査ラボでPap testが行われていた。顕微鏡による病変の観察であるため、判断に用いた観察場所が異なったり、観察者間で数値結果が異なったり、Pap test数値結果と組織診断が乖離するなどの不具合が表面化することとなった。米国ではPap testに関連した医療訴訟があった。

医療訴訟を背景に1988年12月Bethesda(Maryland)でPapスメアに関する会議が開催され、The 1988 Bethesda System(TBS)が新しい分類方法としてまとまった。現在、米国では病変部について記述的用語を用いるベセスダシステムが主流となっており、数値表現は用いられていない。

日本では日本産婦人科医会が日本版のベセスダシステムを医会分類として提唱している。